# L'Homme de l'Interpol
Pour plus de détails, voir Fiche technique et Distribution.
L'Homme de l'Interpol est un film français réalisé par Maurice Boutel, sorti en 1966.

## Fiche technique
- Titre français : L'Homme de l'Interpol
- Réalisation : Maurice Boutel
- Scénario et dialogues : Maurice Boutel
- Photographie : Gilbert Sarthre
- Son : André Desreumeaux
- Décors : Hugues Laurent
- Musique : Eddie Warner
- Montage : Étiennette Muse
- Société de production : Excelsior Films
- Pays d'origine :  France
- Format : Noir et blanc - 35 mm - Mono
- Genre : Policier
- Durée : 80 minutes
- Date de sortie : France - 17 mai 1966

## Distribution
- Hubert Noël : Alec
- Silvia Solar : Lydia
- Junie Astor : Wanda
- Donald O'Brien : Polard
- Chris Kersen : Bradford